# Acraea usaramensis
Acraea usaramensis är en fjärilsart som beskrevs av Embrik Strand 1911. Acraea usaramensis ingår i släktet Acraea och familjen praktfjärilar. Inga underarter finns listade i Catalogue of Life.